# Нестеров, Евгений Александрович
Евгений Нестеров (17 апреля 1984, Караганда, Казахская ССР, СССР) — казахстанский футболист, нападающий, один из лучших бомбардиров первой лиги в свое время, по состоянию 2017 года являлся пятым бомбардиром лиги с 96 голами. Сын Александра Нестерова. Воспитанник карагандинской школы футбола. Основная карьера прошла в командах первой лиги. После игровой карьеры начал заниматься тренерской деятельностью.

## Достижения

### Клубные
- Победитель первой лиги: 2014
- Бронзовый призёр первой лиги (2): 2006, 2009

### Личные
- Лучший бомбардир Первой лиги Казахстана (зона Северо-Восток): 2006